# كريستينا سانشيز (أحيائية)
كريستينا سانشيز (بالإسبانية: Cristina Sánchez)‏ هي أحيائية إسبانية، ولدت في 1971 في مدريد في إسبانيا.